# Permanganaat

Structuur van het permanganaat-ion

Permanganaat is het negatief geladen ion (anion) met de chemische formule MnO4−. Ook samengestelde stoffen die dit ion bevatten heten permanganaten.
Omdat mangaan zich in permanganaten in de +VII oxidatietoestand bevindt, zijn het sterke oxidatoren.
Permanganaat is paars van kleur.
Een bekend voorbeeld van een stof die dit ion bevat is kaliumpermanganaat.